# Philippe Nemo
Pour les articles homonymes, voir Nemo.
Philippe Nemo, né le 11 mai 1949 à Paris, est un philosophe français.
Il est professeur de philosophie politique et sociale à l'ESCP Europe et à HEC Paris pendant trente ans, et fonde un centre de recherche en philosophie économique.
En 2016, il fonde avec six autres universitaires l'École professorale de Paris, dont il assure depuis la direction.
Spécialisé en philosophie politique, il écrit sur l'histoire des idées politiques, notamment le libéralisme, les questions éducatives, religieuses et esthétiques. 

## Biographie

### Formation
Fils du général Jean Nemo (d), Philippe Nemo naît le 11 mai 1949 à Paris.
Élève des lycées Pasteur et Louis-le-Grand (1966-1968), puis de l'École normale supérieure de Saint-Cloud (promotion L1969), il soutient en 1974 une thèse de 3e cycle en philosophie dirigée par Jean-Toussaint Desanti, prolongée par une thèse d’État en philosophie politique réalisée sous la direction de Raymond Boudon et soutenue en 1987.

### Parcours académique
De 1977 à 1981, il est chargé de cours au département de philosophie de l'université de Tours, et, pendant deux ans, chargé de conférences à l'École pratique des hautes études (Ve Section).
En 1978, il devient conseiller technique au cabinet de Jacques Barrot, ministre du Commerce et de l'Artisanat, puis de Lionel Stoléru, secrétaire d'État à la Condition des travailleurs manuels et immigrés.
En 1981, il est nommé maître de conférences à l'Institut Auguste-Comte, mais l'établissement est supprimé peu après par la nouvelle majorité[réf. nécessaire]. 
En 1982, il devient professeur à l'ESCP Europe, et devient responsable des enseignements de sciences sociales et humanités[réf. nécessaire]. Il y fonde en 1999 et y dirige le Centre de recherche en philosophie économique (CREPHE). En parallèle, il est maître de conférences à HEC Paris, où il enseigne la philosophie et l'histoire des idées politiques et sociales[réf. nécessaire]. Il enseigne pendant trente-quatre ans dans ces deux écoles. 
Il est membre du conseil scientifique de l'Institut Turgot[réf. nécessaire].
En 2014, il se présente à l'Académie des sciences morales et politiques au fauteuil de Raymond Boudon, mais l'élection est déclarée blanche.
En 2016, il cofonde l'École professorale de Paris, établissement privé de formation des enseignants, qu'il dirige depuis lors,.

### Radio
En 1974, il devient producteur, à France Culture, d'une émission hebdomadaire intitulée L'Autre Scène ou les Vivants et les Dieux, consacrée à la philosophie et à l'histoire des religions, qu'il réalise en alternance avec Claude Mettra.
D'août 2011 à décembre 2017, il dirige toutes les quatre semaines l'émission Le Monde de la philosophie sur Radio Courtoisie. Rémi Soulié le remplace en janvier 2018.

### Vie privée
Époux de Catherine Nemo (d), enseignante de philosophie, directrice du Nouveau Détective puis présidente de l'Institut pour la justice, il est le père de l'éditeur Jean Nemo (d).

## Travaux
Après un essai de jeunesse intitulé L'Homme structural (Grasset, 1975), Philippe Nemo publie en 1978 un essai philosophique sur le Livre de Job de la Bible, Job et l'excès du mal (Grasset, 1978). Ce livre fait l'objet d'un commentaire d'Emmanuel Levinas, Transcendance et mal, qui sera publié en postface dans les éditions ultérieures de l'ouvrage (Albin Michel, 2001). 
Par la suite Nemo réalisera avec Levinas une série d'entretiens sur France-Culture, qui seront publiés en volume sous le titre Ethique et infini (Fayard, 1982). Ce petit livre sera  traduit en une dizaine de langues.

### Philosophie politique
Nemo se concentre ensuite sur la philosophie politique et sociale.  Avec Henri Lepage, il est l'un des divulgateurs de la pensée de Hayek dans le monde francophone, notamment par son livre La Société de droit selon F. A. Hayek (PUF, 1988), qui est sa thèse de doctorat d’État. Il travaille ensuite sur l'histoire des idées politiques et publie Histoire des idées politiques dans l'Antiquité et au Moyen Âge (PUF, 1998, Prix Koenigswarter de l'Académie des Sciences morales et politiques, traduit en anglais et en chinois) ; Histoire des idées politiques aux Temps modernes et contemporains (PUF, 2004). Il approfondit, en particulier, l'histoire intellectuelle du libéralisme. Il dirige ainsi, avec Jean Petitot, la publication d'une Histoire du libéralisme en Europe, fruit des travaux d'un séminaire tenu en 2004-2006 à l'ESCP et au CREA de l'École polytechnique. Cet ouvrage de 1427 pages est consacré pour l'essentiel à l'exposé des doctrines libérales françaises (Boisguilbert, les Physiocrates, Turgot, Destutt de Tracy, Benjamin Constant, l'"école de Paris"...), italiennes (Taparelli d'Azeglio, Pantaleoni, De Viti de Marco, Vilfredo Pareto, Luigi Einaudi, Piero Gobetti...), allemandes (ordolibéralisme de Walter Eucken et Wilhelm Röpke) et autrichiennes (Ludwig von Mises, Hayek).
Il estime que les institutions politiques et juridiques des pays occidentaux modernes, qui valorisent et garantissent les libertés individuelles, sont le fruit d'une longue évolution où le christianisme a joué un rôle majeur. Nemo publie, en ce sens, Qu'est-ce que l'Occident? (PUF, 2004, traduit en douze langues). Pour Nemo, le libéralisme occidental est le résultat de cinq phénomènes successifs : l'apparition de la Cité grecque ; l'émergence du droit romain ; l'eschatologie biblique ; la révolution papale des XIe – XIIIe siècles ; et la prise de conscience du fait que la liberté individuelle, et le pluralisme ou polycentrisme social qui en est le corollaire, produisent de l'ordre et non du désordre dans les trois registres de la vie intellectuelle, politique et économique. Nemo écrit ensuite Les deux Républiques françaises (PUF, 2008),  où il fait l'historique de  la confrontation entre, d'une part, les doctrines démocratiques et libérales, d'autre part les divers avatars du socialisme, dans la France des XIXe et XXe siècles. Il y dénonce les idées entretenues à ce sujet par le "politiquement correct" universitaire, par exemple que les Jacobins et autres "Rouges" auraient été des démocrates et les moteurs des progrès du pays, alors qu'ils ont constamment préféré l'émeute et n'ont jamais cru au principe des libres élections. Si la France est devenue un grand pays scientifique et industriel moderne, si elle a à peu près éteint le paupérisme en un siècle, c'est dû, selon l'auteur, au fait que les pro-jacobins n'y ont exercé le pouvoir que de façon brève et discontinue.
Dans La Régression intellectuelle de la France (Texquis, 2011), Nemo montre que les lois de censure restreignant, à partir des années 1970, les libertés garanties jusque-là par la grande loi républicaine de 1881 sur la liberté de la presse, aboutit à bloquer la démarche critique dans le débat intellectuel. Or le libre débat critique est consubstantiel à la démocratie qui, par définition, exclut tout unanimisme idéologique, sauf sur les règles constitutionnelles fondamentales (si l'on était censé être d'accord, pourquoi voterait-on?). Ces lois constituent donc une régression par rapport aux grandes avancées démocratiques de la modernité, un quasi-retour aux mentalités magico-religieuses du Moyen Âge. En outre, elles dénaturent profondément le droit pénal, puisqu'elles créent des délits d'opinion qu'il est impossible de juger sur des critères objectifs. À la différence des crimes et délits matériels qui portent tort à des personnes identifiées, causent des dommages quantifiables, et peuvent donc être jugés et sanctionnés rationnellement, les délits idéologiques institués a contrario par les lois de censure récentes sont essentiellement flous. Il est impossible de prouver que tel propos a causé tel tort précis à des personnes précises. Le propos sera donc condamné simplement parce qu'il déplaît idéologiquement au juge qui prononce la sentence, lequel, souvent, sera lui-même censuré par les juges d'appel ou de cassation ayant un autre prisme idéologique. Ce qui prouve bien le caractère essentiellement arbitraire de ces nouveaux dispositifs pénaux. Les modifications apportées à la loi de 1881 ont ainsi souvent permis de condamner des propos qui relevaient de la simple liberté d'opinion scientifique, sociologique ou journalistique. C'est non seulement une forme d'injustice, mais une politique inconsidérée, contraire à l'intérêt général. En effet, sans débat démocratique contradictoire, les idées ne peuvent progresser et les bonnes décisions collectives ne peuvent être prises.[réf. nécessaire]
En 2017, Nemo a publié un livre sur la fiscalité, Philosophie de l'impôt (PUF, 2017), où il essaie de repenser les principes de justice et d'efficience qui doivent gouverner la fiscalité dans des pays libres, au rebours des idées socialisantes et redistributrices qui ont dominé les dernières décennies et ont justifié le quintuplement des prélèvements obligatoires, passés de 10 % du PIB en 1914 à quelque 50 % aujourd'hui. Cette augmentation brutale et sans précédent historique aboutit, dans les pays qui ont fait ces choix, à une réduction drastique des libertés individuelles. Elle est en train de provoquer dans ces pays, France en tête, une mutation sociétale très profonde, encore largement inaperçue ou sous-estimée.[réf. nécessaire]
Plusieurs des articles de Nemo sur ces différents sujets politiques ont été repris dans le recueil La France aveuglée par le socialisme (François Bourin, 2011 et Texquis, 2013).

### Philosophie de l'éducation
Au-delà de la philosophie politique, Philippe Nemo a travaillé également sur les questions de philosophie de l'éducation, de philosophie religieuse et esthétique. 
Sur la crise de l'éducation en France, il a publié Pourquoi ont-ils tué Jules Ferry? (Grasset, 1991), Le Chaos pédagogique (Albin Michel, 1993), Quelle école pour l'Europe de demain (SOS Education, 2016), Quel lycée au XXIe siècle? (Dir., De Boeck, 2017). Dans ces différents ouvrages, il analyse d'abord l'effondrement intellectuel de l'école publique en France, résultat, selon lui, des politiques égalitaristes qui ont été menées pendant des décennies sous l'influence des idéologies socialo-communistes et pédagogistes. Il plaide pour la liberté scolaire qui, rompant avec le monopole d'Etat et l'"école unique", sera seule capable, selon lui, de permettre la réapparition en France d'écoles de haut niveau intellectuel correspondant aux besoins scientifiques, sociaux et économiques réels du pays.[réf. nécessaire]
Pour que ce régime de liberté scolaire soit juste et viable, il faut, argumente-t-il, conserver le principe d'un financement public de l'éducation générale de base, afin d'empêcher que ne se créent des écoles de "riches" et de "pauvres", situation à laquelle risquerait de conduire une libéralisation complète du secteur. Mais que le  financement de l'éducation soit public n'implique nullement que la prestation le soit aussi, c'est-à-dire soit réalisée par une corporation de fonctionnaires disposant d'un monopole. On peut parfaitement désolidariser les deux problèmes: le financement peut être collectif, et la prestation être privée et concurrentielle, dès lors, évidemment, que les parents ont le libre choix de l'école. Il est d'intérêt général que la prestation du service éducatif soit assurée par une pluralité d'acteurs  dont aucun ne puisse disposer d'un monopole éducatif. Il ne faut pas oublier que le monopole de l'Etat en matière d'éducation a été instauré en France par Napoléon Ier, qui ne passe pas pour un démocrate. L'expérience historique a montré le caractère néfaste de ce monopole, qui a permis à des groupes idéologiques et politiques de s'emparer de l'éducation de la jeunesse et donc de l'avenir du pays, et qui, par ailleurs, détermine la constitution d'une immense bureaucratie (1 300 000 fonctionnaires) que personne ne dirige plus vraiment et dont les performances ne cessent de se dégrader.  Nemo propose donc l'instauration de liberté et de pluralisme dans le système scolaire français. Il opte pour la création d'écoles publiques et privées d'un nouveau type qui seraient libres de leurs programmes et de leurs méthodes, pourvu toutefois qu'elles  se conforment strictement à un même "cahier des charges" établi par la loi. Ces écoles passeraient des contrats avec l'Etat ou les collectivités locales pour obtenir des subventions au prorata du nombre d'élèves inscrits. L'Etat vérifierait ensuite, par des inspections régulières, qu'elles mettent effectivement en œuvre le cahier des charges imposé par la loi. Un résultat analogue pourrait être obtenu par un système de chèque éducation.[réf. nécessaire]
Dans Quel lycée au XXIe siècle ?, ouvrage collectif dirigé par Nemo, les professeurs de l'Ecole professorale de Paris ont exposé les grandes lignes des programmes d'une école secondaire rénovée, qui retrouverait les exigences intellectuelles des lycées antérieurs aux réformes des années 1960 et 1970, et se déciderait à commencer dès la classe de 6ème une étude raisonnée des sciences.

### Philosophie religieuse
En matière de philosophie religieuse, Philippe Nemo a publié, outre l'ouvrage sur le Livre sur Job évoqué plus haut, un essai intitulé La belle mort de l'athéisme moderne (PUF, 2012). Il y soutient que l'athéisme philosophique a épuisé ses arguments en deux siècles d'histoire intellectuelle européenne. L'athéisme a eu toutes les chances d'être vrai, il a disposé de tout le temps nécessaire pour proposer une explication non-religieuse complète et plausible du cosmos, de la vie, de l'homme et de la morale, mais il n'y est pas parvenu. Il n'a accouché que de maigres doctrines qui semblent incapables de fournir aux hommes de vraies raisons de vivre et d'espérer. Donc, selon Nemo, la question de Dieu, que les deux derniers siècles avaient voulu faire passer pour obsolète, reste évidemment ouverte aujourd'hui comme toujours, et elle se fait d'autant mieux entendre dans ce qu'il appelle l'actuel "silence de l'athéisme".[réf. nécessaire]

### Philosophie esthétique
Dans sa jeunesse, Nemo avait réalisé pour France Culture une série d'entretiens avec Georges Brassens. Dans la suite de son œuvre, il a tenté d'apporter des contributions à la philosophie de l'art. Il a proposé une philosophie de la musique dans l'ouvrage Le Chemin de musique (PUF, 2010), où il entend montrer, à partir d'une autobiographie musicale, que la musique a un sens, contrairement à ce que soutiennent certaines théories qui font d'elle un simple jeu sur les formes, sans signification ni conséquences. Ce sens que porte intimement en elle la musique peut être mis en relation avec ceux qu'atteignent, de leur côté, les autres arts, et les expressions verbales de l'esprit, littérature, philosophie ou mystique. L'unité de l'esprit humain permet ces correspondances.  
Dans Esthétique de la liberté (PUF, 2014), Nemo approfondit ces analyses et étudie les relations qui existent entre beauté et liberté. Il montre que les sociétés restreignant les libertés enlaidissent la vie individuelle et sociale, et qu'inversement la vie ne peut être belle que là où règne la liberté, qui permet seule la création, l'avénement du Nouveau et le contact avec l'Absolu.[réf. nécessaire]

### Job et l'excès du mal
La thèse de Job et l’excès du mal est que le Livre de Job, qui a failli ne pas être inclus dans le canon de l'Ancien Testament, est porteur d'un aspect essentiel de la Révélation biblique. En effet, dans ce livre biblique plus qu’en d’autres, il est montré que Dieu n’est pas une Loi impassible et impersonnelle, comparable aux puissances sacrées païennes ou au Logos des philosophes grecs, mais tout autre chose, à savoir une personne libre, aimante et souffrante. L’auteur de ce livre écrit probablement au Ve siècle avant notre ère décrit Dieu en des termes qui font songer par avance à ce que sera le Dieu incarné, Jésus-Christ.[réf. nécessaire]
Comment l’auteur est-il conduit à se représenter Dieu comme ayant un visage humain ? Il narre l’histoire d’un homme, Job, atteint d’une grave maladie, donnée comme un mal non seulement extrême, mais inexplicable, fou, inintégrable à aucune pensée humaine, ce que Nemo appelle l'« excès du mal ». Or les amis de Job, loin de reconnaître qu'il y ait dans le mal quelque mystère, l’interprètent comme la sanction inévitable des transgressions de la Loi. Que Job cesse de pécher et tout reviendra dans l’ordre. Pour les amis, Dieu n'est autre chose qu’un grand Justicier veillant à l’ordre de l’univers, ce qui revient à dire qu'il n'est qu'une autre manière de désigner l'univers.[réf. nécessaire]
Job n’accepte pas cette vision qui ne correspond pas à son expérience. Il a l’intuition que le mal n’est pas dans l’ordre et qu’il est, au contraire, irréductiblement anormal. Et dès lors qu'il n’est pas un phénomène interne au monde, il a sans doute une autre origine, extra-mondaine, il émane d'un être libre par rapport à la Loi et situé au-delà d’elle. De Dieu lui-même ? Job paraît un moment le croire, puisqu’il intente à Dieu un « procès » qui occupe une grande partie du livre. Toutefois, ce procès ne conclut pas à la culpabilité de Dieu. Dieu est un être tel que, par définition, il ne saurait vouloir le mal. Mais alors, pourquoi Job a-t-il dû subir son épreuve ? Job finit par comprendre qu’à travers son épreuve Quelqu’un le cherchait, l’interpellait, cherchait à se révéler à lui, et en un sens l’appelait à son aide. L’excès du mal aura été une théophanie,[réf. nécessaire]
Cette révélation provoque en Job une mutation morale intime. Il comprend que, dès lors qu’il a été créé par un tel Dieu, il ne saurait être lui-même un simple être de nature, rouage d’un monde dénué de sens. Il prend conscience qu'il est une « âme », c'est-à-dire un être non-mondain, appelé à un destin surnaturel. Et il comprend que ce destin est de lutter inconditionnellement contre le mal sous toutes ses formes. Il faut qu’il cherche de toutes ses forces à diminuer l’emprise du mal sur le monde, à extirper le mal du monde, à coopérer avec l’œuvre salvatrice de Dieu. Comme dit Nemo, « nous ne sommes pas quittes du mal quand nous n’avons pas fait le mal. Nous devons prendre sur nous la souffrance d’autrui et même la faute d’autrui – et peut-être même la souffrance de Dieu », ce que Levinas appellera de son côté la « responsabilité pour autrui » et la « responsabilité pour la responsabilité d’autrui ».[réf. nécessaire]
Cette vision morale nouvelle fait apparaître a contrario comme vide et égoïste tant la « morale de la rétribution » du conformisme religieux proche-oriental incarné par les amis de Job que la religion naturelle des Grecs, dont la logique est que chacun fasse son salut ou sa perdition en seule considération de soi. Le Dieu qui a parlé à Job veut, lui, que Job se soucie de toute l'humanité. Le Livre de Job est situé à cet égard, selon Nemo, dans la ligne des prophètes antérieurs, Amos, Osée, Jérémie, Isaïe…, qui avaient déjà révélé à l’humanité qu'elle doit dépasser la justice naturelle au profit d’une justice nouvelle que les Évangiles appelleront la « charité ». Entre les prophètes et les Évangiles, le Livre de Job peut ainsi être considéré comme une étape majeure de la Révélation biblique.[réf. nécessaire]

### Qu'est-ce que l'Occident?
L'essai de Nemo Qu'est ce que l'Occident ? est un discours à la civilisation occidentale sur le modèle de Johann Gottlieb Fichte et de Julien Benda, qui s'attache à définir une identité occidentale. L'auteur soutient que l'Occident est une culture et/ou une civilisation distincte des autres et caractérisée par 5 événements clefs ou « miracles » :
- 1. L'invention de la Cité, de la science (et de l'école) par les Grecs ;
- 2. L'invention du droit romain, surtout du droit privé (propriété privée et individualisme, source futures de l'humanisme…) ;
- 3. La morale judéo-chrétienne biblique de l'amour et de la compassion[20] (la charité surpasse la justice, définition et apparition du progrès…) ;
- 4. La « révolution papale »[21], la « synthèse, l’hybridation des trois moments-clés, qui s’est produite au Moyen Âge » (responsabilité, rationalité) ;
- 5. L'avènement du libéralisme intellectuel (liberté d'expression et tolérance), politique (démocratie) et économique (économie de marché).

L’originalité de l'Occident serait d’avoir été modelé « par tous ces cinq et par aucun autre. »
Comme Rémi Brague ou Dominique Urvoy, Nemo considère que le renouveau intellectuel de l’Europe des XIe – XIIIe siècles serait dû non à une influence arabe et musulmane mais plus profondément provoqué par la « révolution papale ». En conclusion, il suggère une « Union occidentale » qui regrouperait l’Europe occidentale, le Canada et les États-Unis.

### Les Deux Républiques françaises
Ouvrage polémique, qui fait une relecture de l'histoire de France à partir de la Révolution française, il distingue deux républiques françaises issues de deux révolutions radicalement antagonistes, qu'il est essentiel de distinguer nettement car « c'est pour [les] avoir confondu[e]s […] que l'histoire de la Révolution française est un chaos inintelligible », :
- La première est la Révolution démocrate-libérale de « 1789 ». Inspirée du régime parlementaire britannique, elle a pour pivot la représentation nationale et les élections démocratiques.
- La seconde est la Révolution jacobine totalitaire du 2 juin 1793[réf. nécessaire][25]. En rupture radicale avec les Lumières, elle se forge surtout sous la menace des 200 canons de la Commune insurrectionnelle, ce qui l’identifie à la Terreur[26]. La révolution jacobine impose une France monolithique par la guillotine, contre les propositions fédérales des Girondins respectueux des particularismes régionaux.

Depuis la Révolution, ces deux républiques s’opposent et se disputent la légitimité de l’appellation « républicaine » ainsi que la légitimité de l’héritage de la Révolution. L'historiographie dominante[réf. nécessaire] considère que la république (de « 1793 ») aurait été notamment démocrate ; que la République serait née de « 1793 » ; que « 1793 » aurait été laïque ; que « 1793 » aurait été dreyfusard ; que les adversaires de « 1793 » auraient été nazis[réf. nécessaire] ;
L'auteur propose alors de démythifier un par un ces mythes de la république de « 1793 » :
- 1. « 1793 » n'a pas été démocrate : elle a refusé les élections et réprimé avec violence les tenants de l’opinion adverse (massacres du 10 août 1792 et massacres de Septembre 1792, elle a méprisé les droits et libertés individuelles, réduisant la place des individus au nom du collectivisme[réf. nécessaire], etc.
- 2. La IIIe République n'est pas née de « 1793 » : les institutions républicaines (IIIe République) ont été véritablement mises en place par les orléanistes entre 1870 et 1879[réf. nécessaire][29] ;
- 3. « 1793 » n'a pas été laïque : elle a instauré une « religion de gauche » : un athéisme, un laïcisme (Edgar Quinet voulait détruire toutes les églises) et un matérialisme fonctionnant sociologiquement comme une religion et confisquée par la gauche, par l'intermédiaire de l’Éducation nationale dirigée par les syndicats et les francs-maçons[réf. nécessaire][30],[31] ;
- 4. « 1793 » n'a pas été dreyfusarde : elle a même apporté de nombreux soutiens à l’antidreyfusisme. Prenant appui sur Léon Blum, l'auteur rappelle que c'est chez les républicains modérés, les orléanistes et les libéraux que Dreyfus trouva ses soutiens ;
- 5. « 1793 » a collaboré avec les nazis[réf. nécessaire] : l'auteur rappelle que le régime de Vichy a été instauré par un vote de la chambre à majorité de gauche (dont a été issu le Front populaire de 1936 à 1938)[réf. nécessaire][32] ; les trois quarts des députés socialistes et radicaux (Pierre Laval et François Darlan)[réf. nécessaire][33] ont voté les pleins pouvoirs à Philippe Pétain (comme l'atteste Rudolf Schleier, conseiller d’ambassade remplaçant d’Otto Abetz à Paris fin juillet 1943 : « La grande majorité des partisans de la politique de collaboration vient de la gauche française. »[réf. nécessaire]

Ainsi, selon l'auteur, 

« ce qui pose problème est que certaines forces politiques d’aujourd’hui donnent ce passé détestable comme l’épopée fondatrice du pays, comme son écriture sacrée, comme la source rayonnante de ses valeurs et même comme ce qui constitue la France comme nation. »

En conclusion, il suggère de reprendre le pas sur 1793 : il prône notamment la fin du monopole de l’État sur l’enseignement. Autrement dit, s'il y a une séparation à opérer, c'est entre « l'Église de la Gauche et l'État ».

## Ouvrages
- L'Homme structural, coll. « Figures », Grasset, 1975, 240 p.  — thèse de 3e cycle en philosophie remaniée.
- Avec Alfred Kastler, Cette étrange matière ou La Matière, cette inconnue[35], Le Monde ouvert, Paris, Stock, 1976, 272 p.
- Job et l'excès du mal, coll. « Figures », Grasset, 1978  — traduction en anglais, espagnol et italien ; suivi de Transcendance et Mal et Pour poursuivre le dialogue avec Levinas, rééd. avec postface d'Emmanuel Levinas, Paris, Albin Michel, 1999 et 2001.
- Avec Emmanuel Levinas, Éthique et Infini : dialogues avec Philippe Nemo, Paris, Fayard, 1982, et Livre de Poche Biblio-Essais, 1984, 121 p. ou 148 p.  — traduction en anglais, italien, japonais, néerlandais, espagnol, catalan, suédois, danois et allemand.
- La société de droit selon F. A. Hayek, Paris, PUF, "Libre échange", 1988.  — thèse de doctorat d'État en philosophie remaniée.
- Traduction et introduction de La logique  de la liberté, de Michael Polanyi, Paris, PUF, 1989.
- Pourquoi ont-ils tué Jules Ferry ? : La dérive de l'école sous la Ve République, Paris, Grasset, 1991, 355 p.
- Le Chaos pédagogique : Enquête sur l'enseignement des collèges et des lycées de la République, Paris, Albin Michel, 1993, 256 p
- Histoire des idées politiques dans l'Antiquité et au Moyen Âge, Paris, PUF, « Quadrige », 1998, 784 p.  — 2e édition, coll. « Quadrige », 2007.
- Histoire des idées politiques aux Temps modernes et contemporains, Paris, PUF, « Quadrige », 2002, 1428 p.
- Qu'est-ce que l'Occident ?, Paris, PUF, « Quadrige », 2004, 158 p.  — traduit en allemand, anglais, chinois, espagnol, grec, italien, polonais, portugais et roumain.
- Avec Jean Petitot, Histoire du libéralisme en Europe, Paris, PUF, "Quadrige", 2002, 2006, 1411 p.  — traduit en italien.
- Les Deux Républiques françaises , Paris, PUF, "Hors collection", 2008, 307 p.
- Le Chemin de musique, Paris, PUF, "Hors collection", 2010, 400 p.
- La Régression intellectuelle de la France, Texquis, 2011, 100 p,  (ISBN 2960047397).
- La France aveuglée par le socialisme, Bourin, 2011, 402 p,  (ISBN 978-2-8494-1278-7).
- Manuel d'histoire Cycle 3, La Librairie des écoles, 2012, 224p.,  (ISBN 978-2916788432)
- La Belle Mort de l'athéisme moderne, PUF, coll. Quadrige, 2013, 156p.
- Esthétique de la liberté, PUF, Paris, 2014, 191 p.
- Quelle école pour l'Europe de demain ?, Paris, SOS Éducation, 2016, 84 p.,  (ISBN 979-1093981154)
- Philosophie de l'impôt, Paris, PUF, 2017  (ISBN 978-2130619086)
- Dir., Quel lycée au XXIe siècle ?, Bruxelles, De Boeck, 2017  (ISBN 978-2-8073-1631-7)
- La philosophie de Hayek, Paris, PUF, « Quadrige », 640 p., 2023  (ISBN 978-2130858478)
- Repenser l'enseignement, Paris : PUF, 2024.

### Autres publications
- Voir sur le site escpeurope.eu[36].
- L'identité de l'Europe, sous la direction de Chantal Delsol et Jean-François Mattéi, Les racines chrétiennes de l'Europe et leur dénégation, p 45, PUF, 2010  (ISBN 978-2-13-058308-0)

## Prix
- Prix Koenigswarter de l'Académie des sciences morales et politiques 1999 pour l'Histoire des idées politiques dans l'Antiquité et au Moyen Âge[37].
- Prix du livre libéral 2002[38].